# Santa Eulària des Riu (kommunhuvudort)
Santa Eulària des Riu är en kommunhuvudort i Spanien.   Den ligger i regionen Balearerna, i den östra delen av landet, 500 km öster om huvudstaden Madrid. Santa Eulària des Riu ligger 9 meter över havet och antalet invånare är 31 314. Den ligger på ön Ibiza.
Terrängen runt Santa Eulària des Riu är varierad. Havet är nära Santa Eulària des Riu åt sydost.  Närmaste större samhälle är Ibiza, 12,1 km sydväst om Santa Eulària des Riu. Trakten runt Santa Eulària des Riu består till största delen av jordbruksmark.